# Hans Schwaier
Hans Schwaier (* 24. března 1964, Mindelheim, Německo) je bývalý německý profesionální tenista. Nejlepšího umístění na žebříčku ATP dosáhl 9. září 1985, kdy mu patřilo 38. místo. V kariéře vyhrál ve dvouhře 3 turnaje Challenger a jednou postoupil do finále turnaje ATP. V Davis Cupu odehrál za Německo 4 zápasy ve dvouhře s bilancí 3 výhry a 1 prohra.

## Finále na turnajích ATP (1)

### Dvouhra – prohry (1)
| Č. | Datum      | Turnaj           | Povrch | Soupeř ve finále | Výsledek |
| 1. | duben 1985 | Mnichov, Německo | antuka | Joakim Nyström   | 1–6, 0–6 |